# Heilig Hartbeeld (Rijsbergen)
Het Heilig Hartbeeld is een beeldengroep in de Nederlandse plaats Rijsbergen.

## Achtergrond
Het Heilig Hartbeeld bestaat uit een beeldengroep gemaakt door de Belgische beeldhouwer Aloïs De Beule. De Christusfiguur was een opdracht van het kerkbestuur, het gezin was een geschenk van de parochianen aan pastoor Verbunt voor zijn koperen jubileum.

## Beschrijving
De staande Christusfiguur werd geplaatst in 1936. Het boerengezin werd in 1940 toegevoegd. Aan Christus' linkerhand een vrouw met kind en aan zijn rechterhand een man met een schop. De beeldengroep staat op een rotspartij van imitatiesteen gemaakt door Frans Janssens.

## Rijksmonument
Het beeldhouwwerk is erkend als rijksmonument, onder meer "als bijzondere uitdrukking van een sociale en geestelijke ontwikkeling, in het bijzonder de ontwikkeling van de katholieke devotionele cultuur"